# ليه تشابيل
ليه تشابيل (بالإنجليزية: Les Chappell)‏ (6 فبراير 1947 بنوتنغهام في المملكة المتحدة - ) هو مدرب كرة قدم ولاعب كرة قدم بريطاني في مركز الوسط. لعب مع بلاكبيرن روفرز وسوانزي سيتي ونادي دونكاستر روفرز ونادي روذرهام يونايتد ونادي ريدنغ.

## وصلات خارجية
- ليه تشابيل على موقع قاعدة بيانات كرة القدم.إي يو (الإنجليزية)